# Kennyo Ismail
Kennyo Mahmud Ismail (Unaí, Minas Gerais, 21 de julho de 1982), é um escritor, revisor técnico, tradutor, palestrante, professor universitário e pesquisador brasileiro, mais conhecido por seus livros e artigos em Maçonaria.

## Biografia
Kennyo Ismail é nascido em Unaí, Minas Gerais, em 21 de julho de 1982.
É graduado em Administração pela Universidade de Brasília (UnB) em 2006, fez MBA em Gestão de Marketing pela ESAMC em 2010 e Mestrado Acadêmico em Administração pela EBAPE-FGV em 2013 e desenvolve pesquisas na área de Administração, especificamente em Comportamento Organizacional, Liderança e Marketing.
Como administrador, atuou em grandes empresas de âmbito nacional, como Brasil Telecom, Oi e Diários Associados, assim como em órgãos da administração pública distrital e federal. E como acadêmico, manteve e mantém vínculos com instituições como UnB, FGV, Ibmec, Anhanguera e Uninter.
Na sua juventude foi DeMolay e chegou a ser Mestre Conselheiro Estadual de Minas Gerais da Ordem e é Chevalier da Ordem DeMolay e Legionário Ativo.
Na Maçonaria Simbólica, é Mestre Instalado, tendo sido Venerável Mestre da Loja Maçônica “Flor de Lótus #38” e da Loja de Pesquisas “Dom Bosco #33”, ambas filiadas à Grande Loja Maçônica do Distrito Federal (GLMDF). Serviu como Grande Bibliotecário e Grande Secretário de Relações Exteriores da GLMDF.  
Nos altos graus é grau 33 (Grande Inspetor Geral Honorário) do Rito Escocês Antigo e Aceito e Cavaleiro Templário no Rito de York, tendo sido Ilustríssimo Grão-Mestre do Grande Conselho de Maçons Crípticos do Brasil. 
É Editor-chefe da revista “Ciência & Maçonaria”, a primeira revista acadêmico-científica dedicada ao estudo da Maçonaria na América do Sul, vinculada ao NP3-CEAM-UnB; foi professor de pós-graduação em “História da Maçonaria” pela Unileya; é professor de pós-graduação em “Maçonologia” e em “Democracia, Pensamento Contemporâneo e a Maçonaria” pela Uninter; membro da Academia Maçônica de Letras do Distrito Federal – AMLDF, da Academia Maçônica Virtual Brasileira de Letras – AMVBL, e da Academia Brasileira de Ciências, Artes, História e Literatura – ABRASCI. Ainda, atua como Assessor de Comunicação da CMSB e da CMI.
Foi o roteirista e apresentador convidado do documentário “Maçonaria Brasileira: um segredo de 200 anos revelado”, produzido pela La Isla Filmes (2023).
É autor do blog No Esquadro e de diversos artigos publicados em várias revistas e sites maçônicos no Brasil e em outros países, como nos journals da Philalethes e da Masonic Society. Foi revisor técnico e prefaciou a edição brasileira do livro Maçonaria para Leigos (2015).

### Traduções
- (2016) Ahiman Rezon: a constituição dos antigos maçons - de Laurence Dermott - ISBN 978-85-7252-355-4.[11]
- (2022) BÍBLIA SAGRADA: versão Rei James, autorizada em 1611.[12]
- (2023) A Constituição de Anderson (1723) - de James Anderson - edição comemorativa de 300 anos — ISBN 978-65-993785-3-9.[13]
- (2023) Moral e Dogma - de Albert Pike - ISBN 978-65-993785-5-3.[14]
- (2025) Um Palácio Mosaico: A Maçonaria e a Arte da Memória - de Martin Faulks - ISBN 978-65-993785-9-1.[15]

### Revisão Técnica
- (2015) Maçonaria para Leigos - ISBN 978-85-7608-917-9.[16]